# Tabriz Shahrdari Team
Tabriz Shahrdari Team ist ein iranisches Radsportteam mit Sitz in Täbris.
Die Mannschaft wurde 2014 gegründet und nimmt als Continental Team an den UCI Continental Circuits teil. Manager ist Mir Masoum Sohrabi, der von den Sportlichen Leitern Ali Akbar Abdolzadeh, Naser Houshyar und Peyman Rojati Bavilolyaei unterstützt wird.

## Saison 2018

### Erfolge in der UCI Asia Tour
In den Rennen der Saison 2018 der UCI Asia Tour gelangen die nachstehenden Erfolge.
| Datum      | Rennen                 | Kat. | Sieger           |
| ---------- | ---------------------- | ---- | ---------------- |
| 4. Oktober | 5. Etappe Tour of Iran | 2.1  | Saeid Safarzadeh |

### Erfolge in der UCI Europe Tour
In den Rennen der Saison 2018 der UCI Europe Tour gelangen die nachstehenden Erfolge.
| Datum  | Rennen                        | Kat. | Sieger            |
| ------ | ----------------------------- | ---- | ----------------- |
| 5. Mai | 3. Etappe Tour of Mesopotamia | 2.2  | Hamid Pourhashemi |

### Erfolge bei den Nationalen Straßen-Radsportmeisterschaften
In den Rennen zu den Nationalen Straßen-Radsportmeisterschaften 2018 gelangen die nachstehenden Erfolge.
| Datum    | Rennen                                  | Sieger           |
| -------- | --------------------------------------- | ---------------- |
| 30. Juni | Iranische Meisterschaft – Straßenrennen | Saeid Safarzadeh |

## Saison 2017

### Erfolge in der UCI Asia Tour
In den Rennen der Saison 2017 der UCI Asia Tour gelangen die nachstehenden Erfolge.
| Datum       | Rennen                 | Kat. | Sieger           |
| ----------- | ---------------------- | ---- | ---------------- |
| 10. Oktober | 3. Etappe Tour of Iran | 2.1  | Saeid Safarzadeh |

In den Rennen der Saison 2018 der UCI Asia Tour gelangen die nachstehenden Erfolge.
| Datum            | Rennen                          | Kat. | Sieger          |
| ---------------- | ------------------------------- | ---- | --------------- |
| 25. November     | 8. Etappe Tour de Singkarak     | 2.2  | Khalil Khorshid |
| 18.–26. November | Gesamtwertung Tour de Singkarak | 2.2  | Khalil Khorshid |

### Erfolge bei den Nationalen Straßen-Radsportmeisterschaften
In den Rennen zu den Nationalen Straßen-Radsportmeisterschaften 2017 gelangen die nachstehenden Erfolge.
| Datum   | Rennen                                     | Sieger              |
| ------- | ------------------------------------------ | ------------------- |
| 2. Juli | Iranische Meisterschaft – Einzelzeitfahren | Mirsamad Pourseyedi |

## Platzierungen in UCI-Ranglisten
UCI Asia Tour
| Saison | Mannschaftswertung | Fahrerwertung             |
| ------ | ------------------ | ------------------------- |
| 2014   | 33.                | Hossein Alīzādeh (115.)   |
| 2015   | 38.                | Saeid Safarzadeh (89.)    |
| 2016   | 2.                 | Mirsamad Pourseyedi (10.) |